# Kuzmin (Sremska Mitrovica)
Kuzmin (kyrillisch: Кузмин) ist ein Dorf in der Općina Sremska Mitrovica im Okrug Srem in der Vojvodina.

## Geographie
Der Ortskern liegt an der Kreuzung des Magistralni put 19 (in Nord-Süd-Richtung) und des Magistralni put 120. Letzterer folgt dabei in etwa dem Verlauf der Bahnstrecke Beograd–Šid, die an der Grenze zwischen Kroatien und Serbien endet und verbindet Kuzmin mit Šid im Nordwesten sowie Sremska Mitrovica im Osten. Nördlich des Dorfes verläuft der Autoput A3, der den Grenzübergang Tovarnik/Šid mit Belgrad verbindet. Nordwestlich des Dorfes gibt es an der Landstraße 120 eine Auffahrt zur Autobahn.
Die Umgebung des Dorfes ist flach. Sie wird durch ein Netz von Gräben entwässert. Die Save fließt einige Kilometer südlich an Kuzmin vorbei.

## Bewohner
2001 hatte die Ortschaft Kuzmin 3.391 Einwohner, wovon 2.073 volljährige Einwohner waren. Das Durchschnittsalter betrug 40,6 Jahre (40,1 Jahr bei Männern und 41,2 Jahre bei Frauen). In der Ortschaft gab es 1.050 Haushalte, wobei die durchschnittliche Haushaltsgröße 3,23 Personen waren.
Bei der Volkszählung 1991 hatte Kuzmin 3.491 Bewohner.

## Bauwerke
- Kirche Hl. Cosmas und Damian

## Belege
1. ↑  1. Knjiga 9, Stanovništvo, uporedni pregled broja stanovnika 1948, 1953, 1961, 1971, 1981, 1991, 2002, podaci po naseljima, Republički zavod za statistiku, Belograd, Svibanj 2004, ISBN 86-84433-14-9